# Phan Châu Trinh

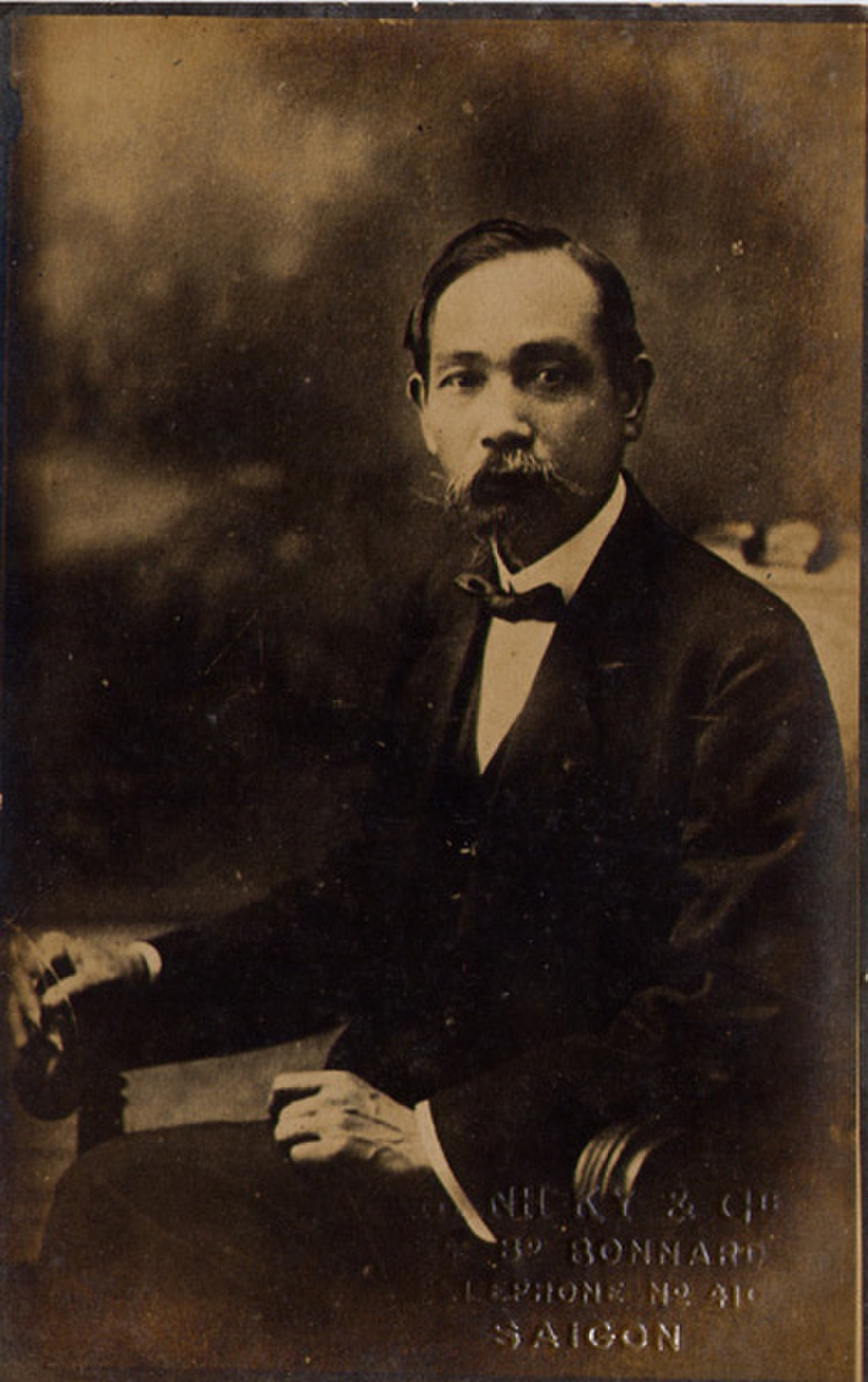
Phan Chu Trinh, líder nacionalista de Vitnam.

Phan Chu Trinh o Phan Chau Trinh (1872, Tay Loc, Quang Nam - 24 de marzo de 1926, Saigón) fue un líder nacionalista revolucionario de Vietnam.
Luchó siendo aún niño en el movimiento de resistencia en contra de los franceses, creía que la modernización era un requisito previo para el desarrollo de un estado autónomo y así de este modo convirtió a la renovación en su objetivo principal. Instó a reemplazar el sistema de administración pública con escuelas vocacionales y empresas, pero sus intentos de persuadir a los franceses para emprender reformas mayores fallaron y Trinh fue dos veces encarcelado. Se le guardó luto como un héroe nacional después de su muerte. 